# Charles City (Wirginia)
Charles City – jednostka osadnicza w Stanach Zjednoczonych, w stanie Wirginia, siedziba administracyjna hrabstwa Charles City.